# Lethrus kryzhanovskii
Lethrus kryzhanovskii is een keversoort uit de familie mesttorren (Geotrupidae). De wetenschappelijke naam van de soort werd in 1971 gepubliceerd door Medvedev.